# Bendless Love
Bendless Love (рус.  «Несгибаемая Любовь») — шестой эпизод третьего сезона мультсериала «Футурама». Североамериканская премьера этого эпизода состоялась 11 февраля 2001 года.

## Сюжет
Корабль «Межпланетного экспресса» внезапно ломается: причина — странным образом согнутая деталь. Экипаж выясняет, что «сгибальщиком» её, да и других объектов в округе, является Бендер, хоть тот и отрицает это. Гермес обнаруживает видеозапись, после которой становится ясно, что робот делает это во сне. Бендер обескуражен, но не удивлён: в конце концов, он рождён, чтобы сгибать (англ. bend). Лила с профессором Фарнсвортом приходят к выводу, что роботу необходимо как-то удовлетворить свою страсть к сгибанию. Кстати, сам профессор также согнут Бендером под немыслимым углом, однако Фарнсворту это нравится, его натура становится более романтичной.
У здания Фабрики Сгибания Братьев Курветти (Curvetti Bros. Bending Plant) происходит забастовка. Бендер проникает внутрь, готовый к работе, и там встречает работающих Флексо (своего злобного двойника) и прекрасную робо-девушку Анжелин, сгибающую вешалки, в которую Бендер немедленно влюбляется. После работы Бендер с Анжелин проводят «влюблённый день»: катаются на аттракционах, стреляют в тире…
На общее собрание экипажа Бендер приходит с новостями: он влюблён в Анжелин и приглашает всех в ресторан Эльзара отметить это событие. В ресторане Бендер произносит тост за Анжелин, но Фрай тут же замечает её, обедающую с Флексо. Разъярённый Бендер начинает сгибать кусок хлеба недельной давности и теряет руки, а после требует от пары объяснений. Выясняется, что Флексо и Анжелин были женаты, а сейчас разведены и просто по-дружески обедают вместе.
Бендер в растерянности, Лила предлагает ему рассказать о своих чувствах Анжелин, а Фрай намекает, что это не лучшая идея. Тогда Бендер придумывает план, как ему вывести Анжелин на чистую воду: он приделывает себе бородку, как у Флексо, и выдаёт себя за него на свидании. В ресторане «The Hip Joint» он выводит из себя робота-мафиози и едва не выдаёт себя, теряя фальшивую бородку. После ухода из ресторана Бендер продолжает свои приставания и в итоге добивается того, чтобы она поцеловала «Флексо». Во время поцелуя он снова теряет свою бородку, и на этот раз Анжелин раскрывает обман. Она пытается всё объяснить, но Бендер не хочет ничего слушать и клянётся убить Флексо.
На Фабрике Сгибания Бендер нападает на Флексо, их драка перерастает в сгибание балок, а появившаяся там робомафия планирует убийство Флексо. Анжелин молит роботов остановиться, но Бендер продолжает упорствовать. Робомафия сбрасывает на Флексо «несгибаемую» балку, и тот ломается. Анжелин проявляет чувства к Флексо и, чтобы сделать ей приятное, Бендер бросается спасать Флексо. С огромным трудом он сгибает «несгибаемую балку», освобождая Флексо, а затем Анжелин и Флексо «занимаются любовью прямо на полу».
Бендер возвращается в офис «Межпланетного экспресса» и обещает больше никогда ничего не сгибать, но экипаж просит его разогнуть обратно профессора. Бендер выполняет просьбу, согнув Фарнсворта в ещё более неподобающее положение.

## Персонажи
Список новых или периодически появляющихся персонажей сериала
- Дебют:Анжелин
- Клешни
- Донбот
- Эльзар
- Флексо
- Джои «Мышиный коврик»
- Сэл

## Интересные факты